# 岡寺
岡寺（おかでら）は、奈良県高市郡明日香村岡にある真言宗豊山派の寺院。山号は東光山。院号は真珠院。本尊は日本最大の塑像である如意輪観世音菩薩（如意輪観音）。龍蓋寺（りゅうがいじ）とも称し（後述）、詳しくは東光山真珠院龍蓋寺というが、宗教法人としての名称は岡寺である。また、日本最初の厄除け霊場でもある。西国三十三所第7番札所。
本尊真言：おん はんどめい しんだまに じんばら うん
ご詠歌：けさみれば露（つゆ）岡寺の庭の苔 さながら瑠璃（るり）の光なりけり

## 歴史
『東大寺要録』「義淵伝」、『扶桑略記』等によれば、当寺は天武天皇の皇子で27歳で早世した草壁皇子の住んでいた岡宮の跡に、義淵僧正によって堂舎が創建されたのがその始まりであるという。この時、同時に龍門寺なども建立された。史料上の初見は、天平12年（740年）7月の写経所啓（『正倉院文書』）である。
現在の寺域は明日香村の東にある岡山の中腹に位置し、そのために飛鳥の岡にある寺ということで岡寺と呼ばれるようになったのだが、寺の西に隣接する治田神社（はるたじんじゃ）境内からは奈良時代前期にさかのぼる古瓦が発掘されており、創建当時の岡寺は現在の治田神社の位置にあったものと推定されている。かつての岡寺の跡地は2005年（平成17年）に「岡寺跡」として国の史跡に指定されている。
また、義淵がこの地の民を苦しめていた悪龍を当寺の池（現・龍蓋池）に封印して石で蓋をし、悪龍の厄難を取り除いて以来、当寺は「日本最初のやくよけ霊場」となり、鎌倉時代にはすでにその信仰が広まっていた。
義淵僧正は日本の法相宗の祖であり、その門下には東大寺創建に関わった良弁や行基などがいた。それゆえ長らく法相宗の興福寺の末寺であった。しかし、江戸時代に長谷寺化主（住職）の法住が入山して当寺を復興し、中興第一世となって以降は長谷寺の末寺となり真言宗豊山派に属している。
埋蔵文化財の宝庫といわれる明日香村において建造物で、重要文化財に指定されているのは、当寺の仁王門と書院だけである。

## 寺号について

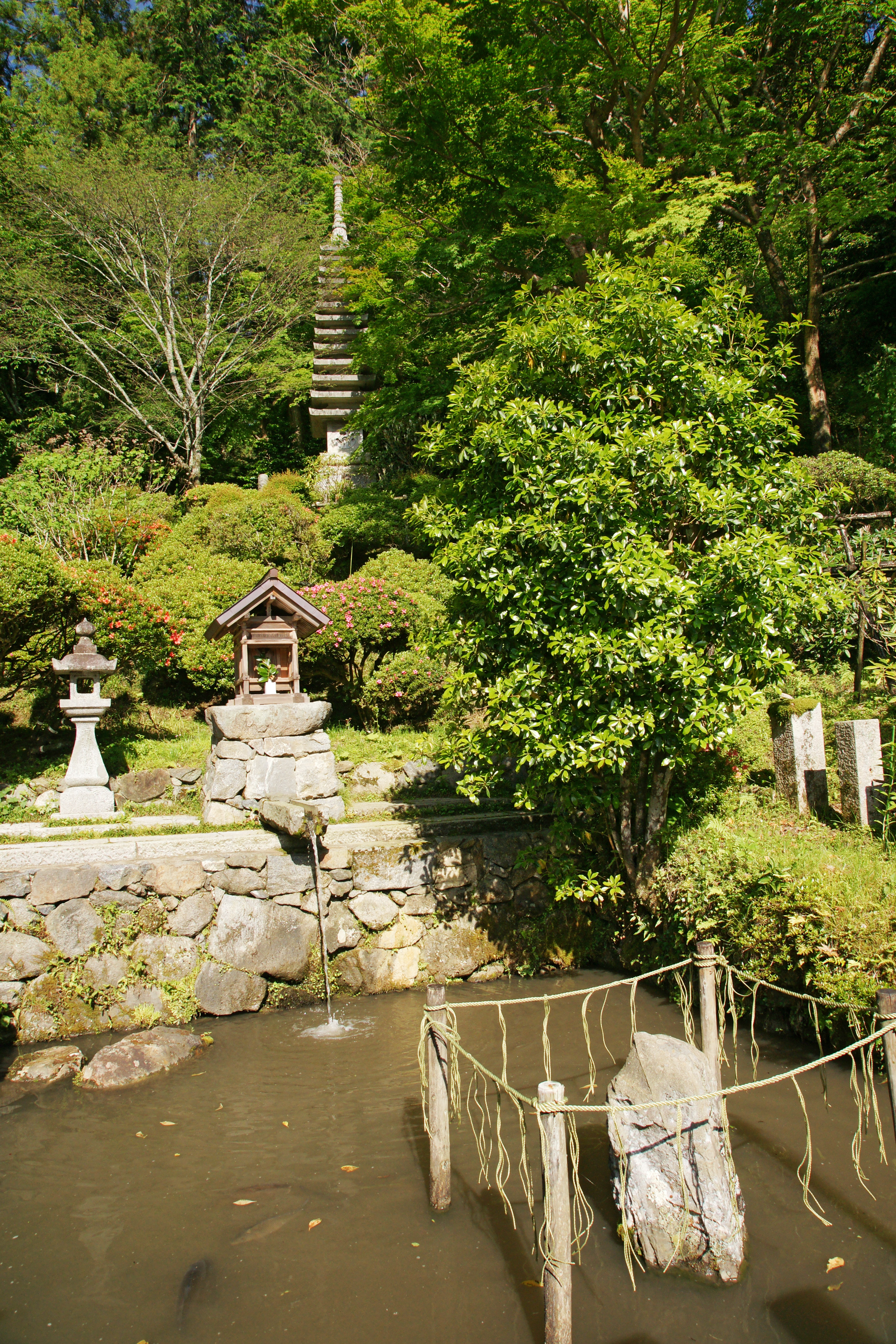
龍蓋池

前述のように、当寺院には「岡寺」「龍蓋寺（りゅうがいじ）」の2つの寺号がある。「岡寺」は地名に由来する寺号、「龍蓋寺」は建立当初の正式名であり、現・法号である。仁王門前の石柱には「西国七番霊場 岡寺」とあり、通常はもっぱら「岡寺」の呼称が用いられている。宗教法人としての登録名も「岡寺」である。そのため、重要文化財建造物の指定名称は「岡寺仁王門」「岡寺書院」となっている。「龍蓋寺」の法号は龍蓋池に封じた龍の説話に由来する。

## 境内
- 本堂（奈良県指定有形文化財） - 文化2年（1805年）再建。本尊の塑造如意輪観音坐像を安置。30年以上かかって建立された[3]。また、西国三十三所観音霊場のそれぞれの札所の本尊を模した33体の観音像を祀る[4]。
- 開山堂（納骨・回向堂） - もともとは寛政9年（1797年）に多武峰妙楽寺（現・談山神社）の護摩堂として建立されたもの。明治に入って廃仏毀釈の影響を受け1871年（明治4年）に当寺に移築された。その際に桧皮葺きから瓦葺きに変更されたが、2004年（平成16年）から2006年（平成18年）にかけて解体修理が行われて檜皮葺きに戻された[3]。
- 古書院（重要文化財） - 寛永21年（1644年）建立。1987年（昭和62年）から1989年（平成元年）にかけて解体修理が行われている[3]。
- 表書院
- 白書院
- 庫裏
- 楼門（奈良県指定有形文化財） - 慶長年間（1596年 - 1615年）建立。文明5年（1473年）に再建に着手したが完成にいたらなかった三重塔の部材も使用されている。古くは二階に鐘を吊っていた鐘楼門であったが、その後は平安時代作の兜跋毘沙門天が祀られていた[3]。
- 鐘楼 - 本堂と同時期の文化2年（1805年）頃再建。梵鐘は文化5年（1808年）の作[1]。太平洋戦争中の金属類回収令で梵鐘が供出されようとした際、梵鐘の材質を調べようと調査が行われて梵鐘の中央付近に穴が7つ開けられた。しかし、その後も結局供出はなされず、梵鐘は被害を免れた[3]。
- 龍蓋池 - 龍蓋寺の由来となった池。義淵僧正の伝説が伝わる。
- 十三重石塔 - 1926年（大正15年）建立。
- 瑠璃井
- 稲荷明神社（如意稲荷社）
- 奥之院石窟堂 - 弥勒の窟といわれる。
- 義淵僧正廟塔 - 延文5年（1360年）建立。
- 大師堂 - 昭和の初めの建立[3]。
- 修行大師像 - 修行中の空海の像[3]。
- 稚児大師像 - 幼少期の空海の像[3]。
- 三重塔 - 文明4年（1472年）7月21日に大風で転倒し[1]、翌文明5年（1473年）に再建に着手したが完成にいたらず、解体されて仁王門と楼門の用材として利用された。1986年（昭和61年）再建。特に軒先に荘厳として吊るされた琴は全国的に見ても復元されている例はなく珍しい[3]。
- 仁王門（重要文化財） - 慶長17年（1612年）再建。1967年（昭和42年）から翌1968年（昭和43年）にかけて解体修理を行った際に、ほとんどの部材が古材を転用、あるいは作り替えられて使用されていることが判明している。これらの古材は文明5年（1473年）に再建に着手したが完成にいたらなかった三重塔のものである[3]。

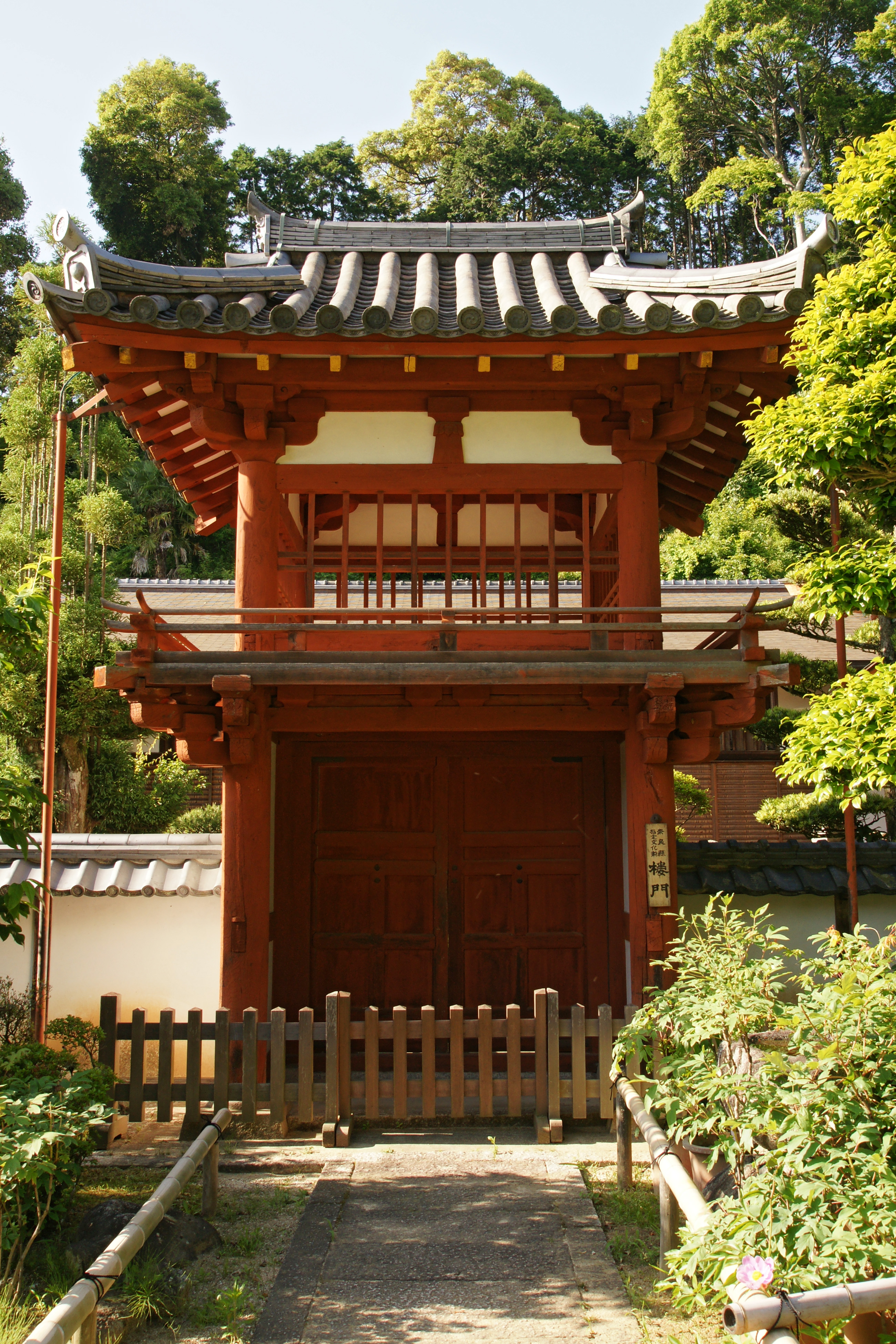
楼門
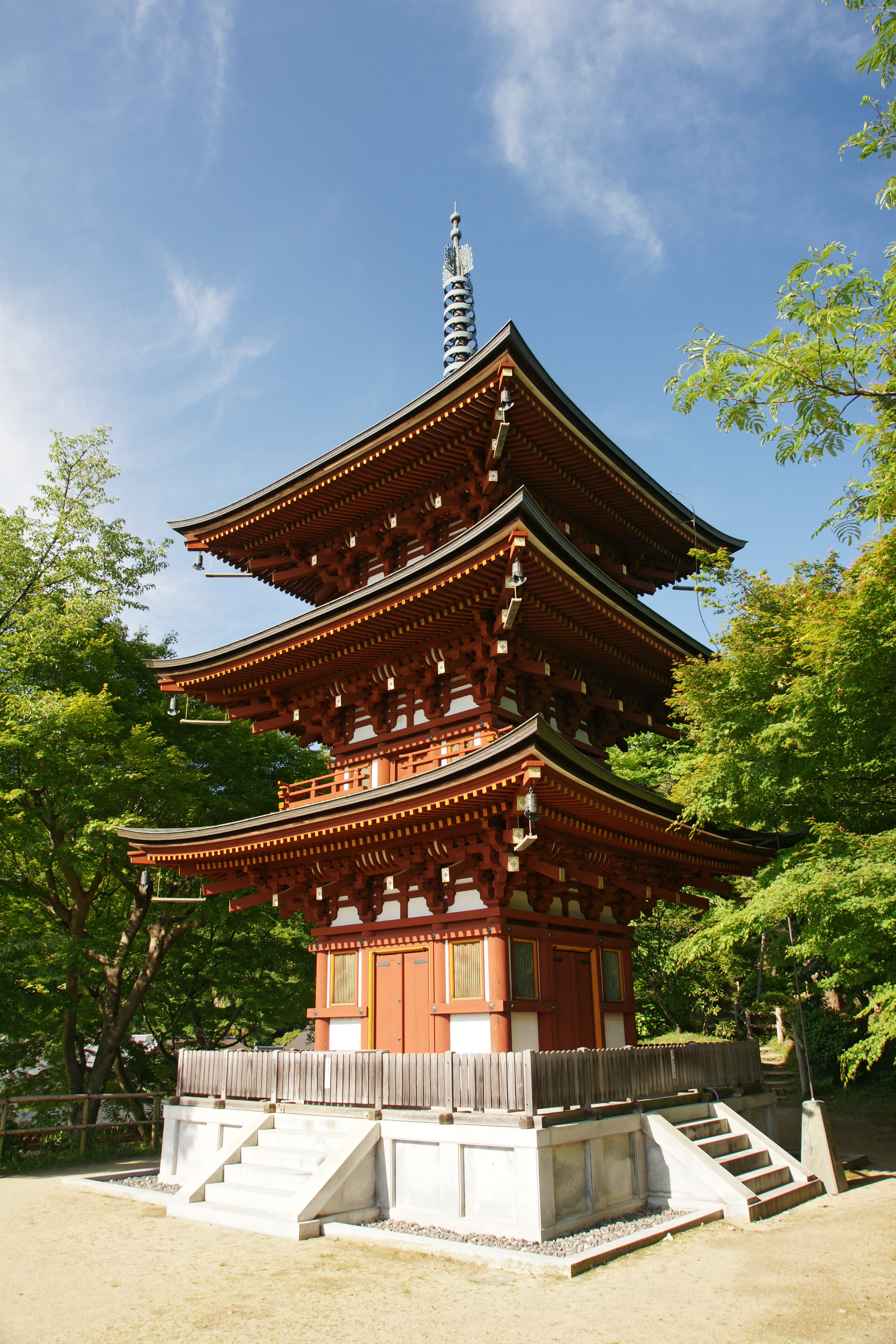
三重塔
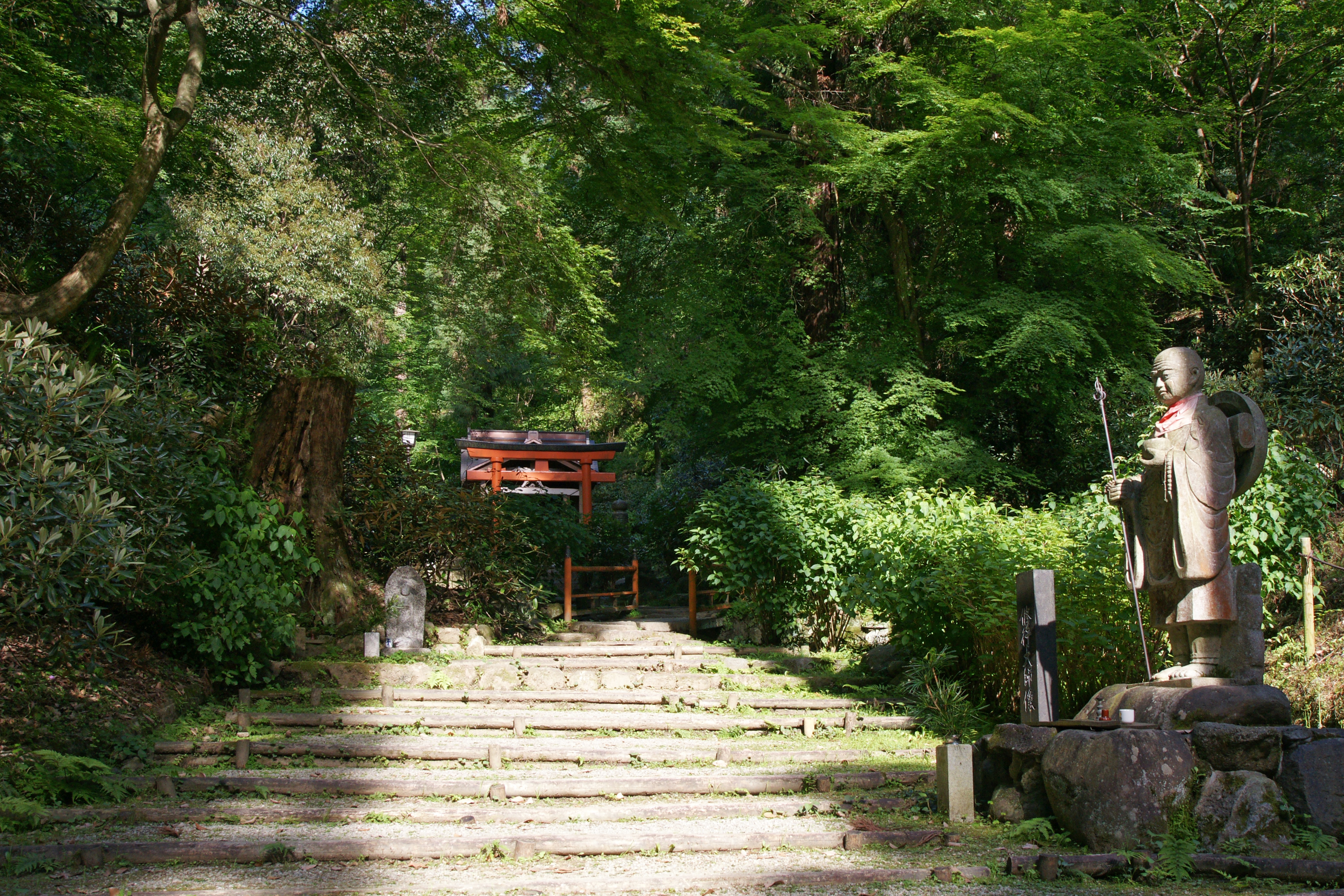
奥の院
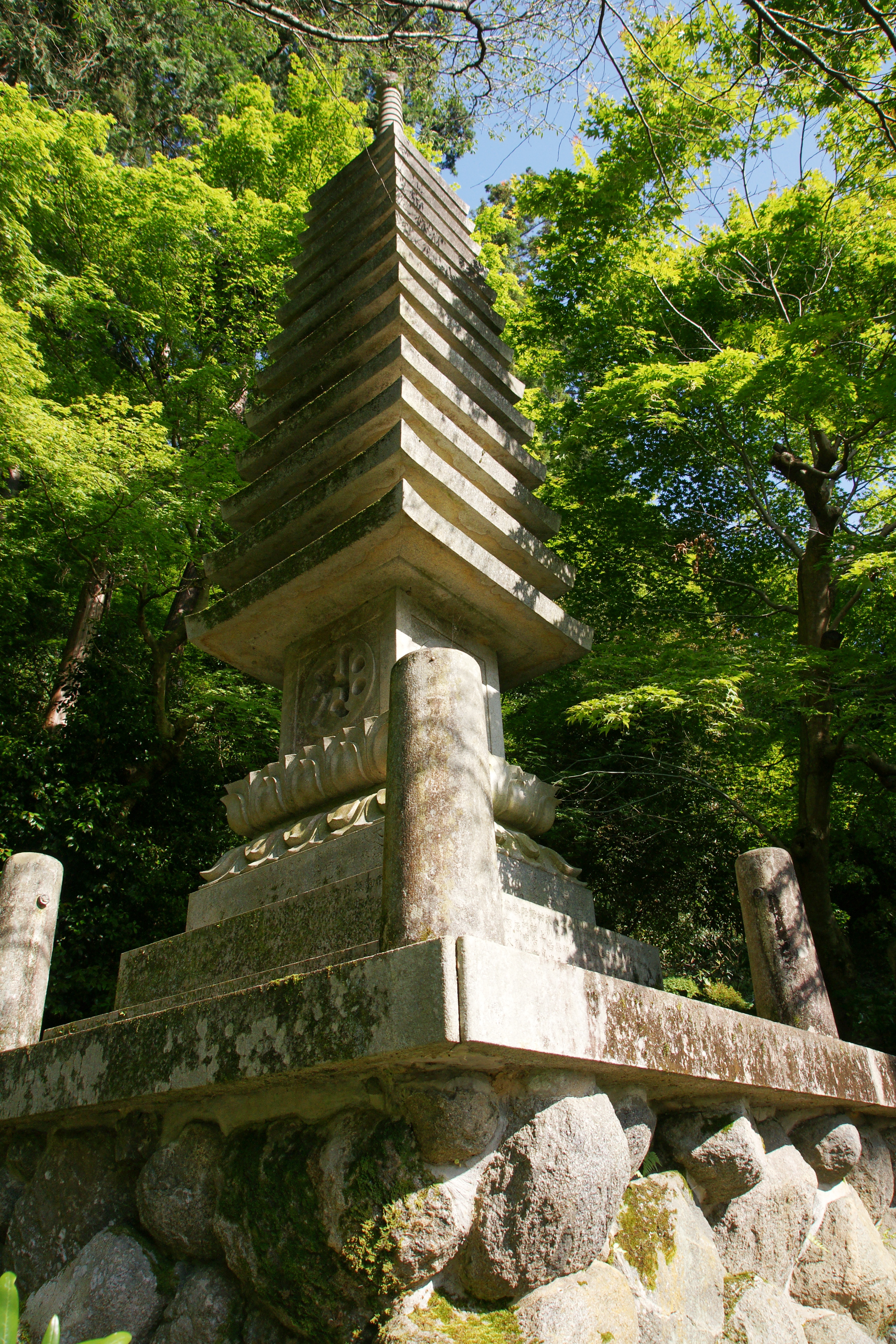
十三重石塔
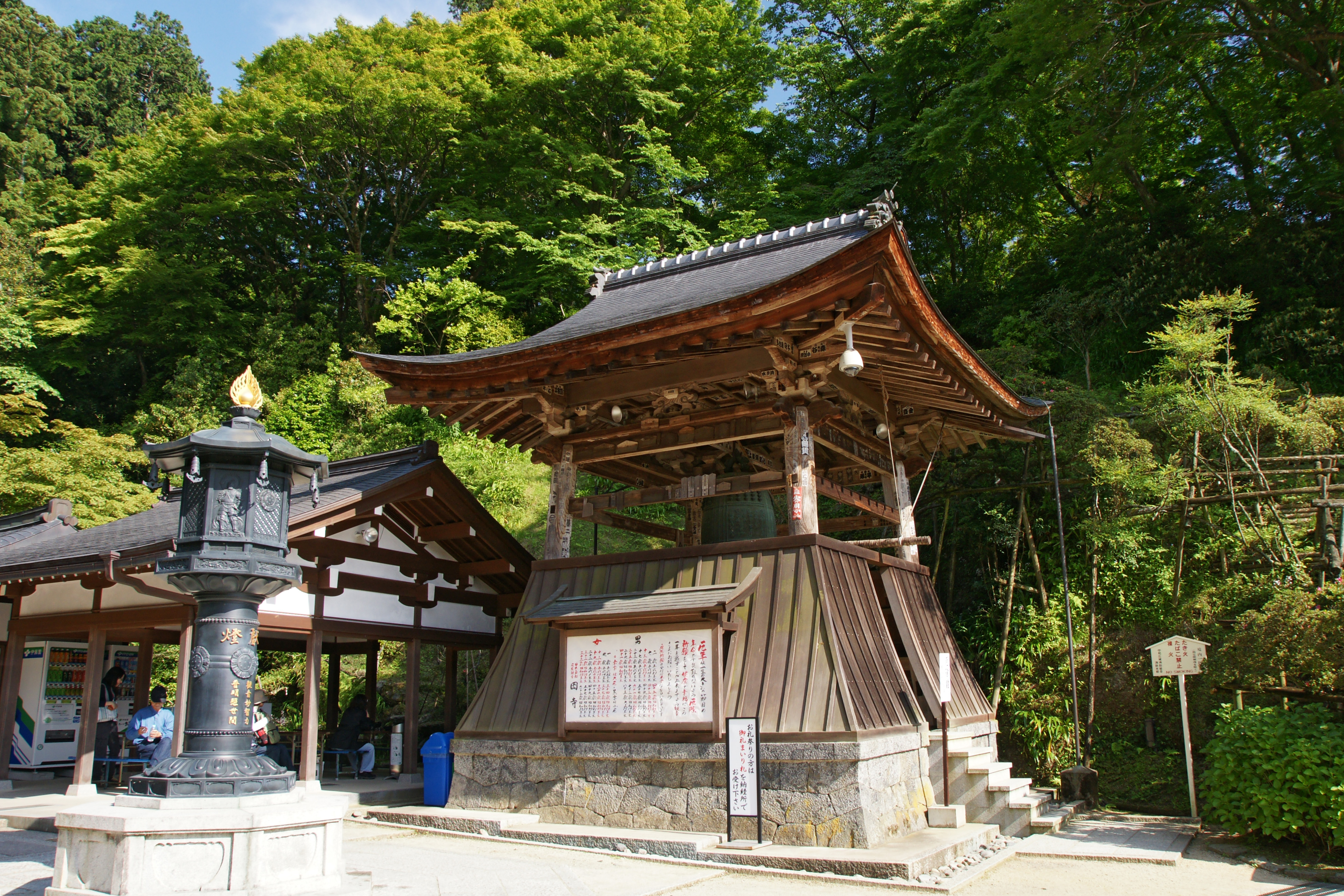
鐘楼堂
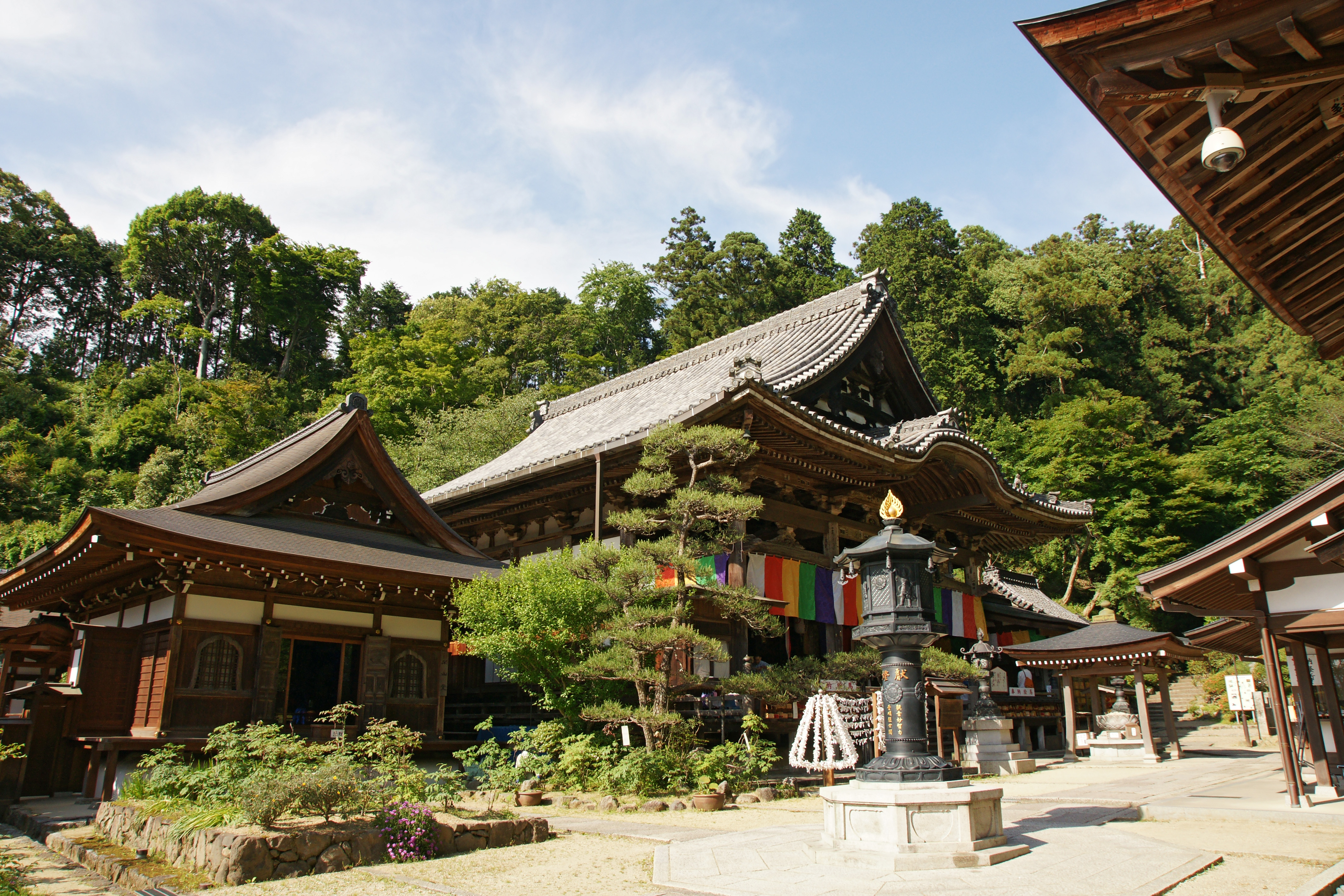
本堂
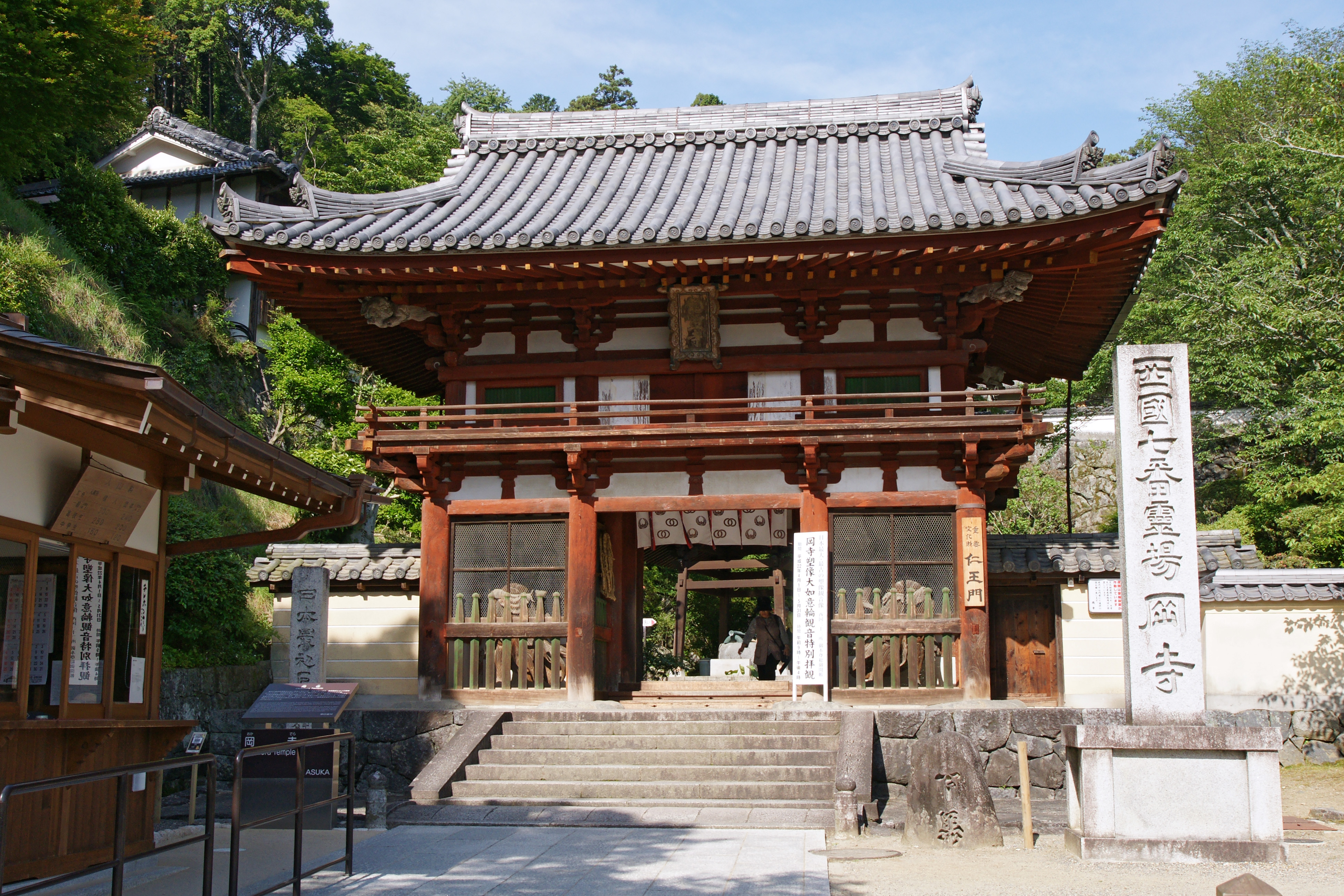
仁王門

## 文化財

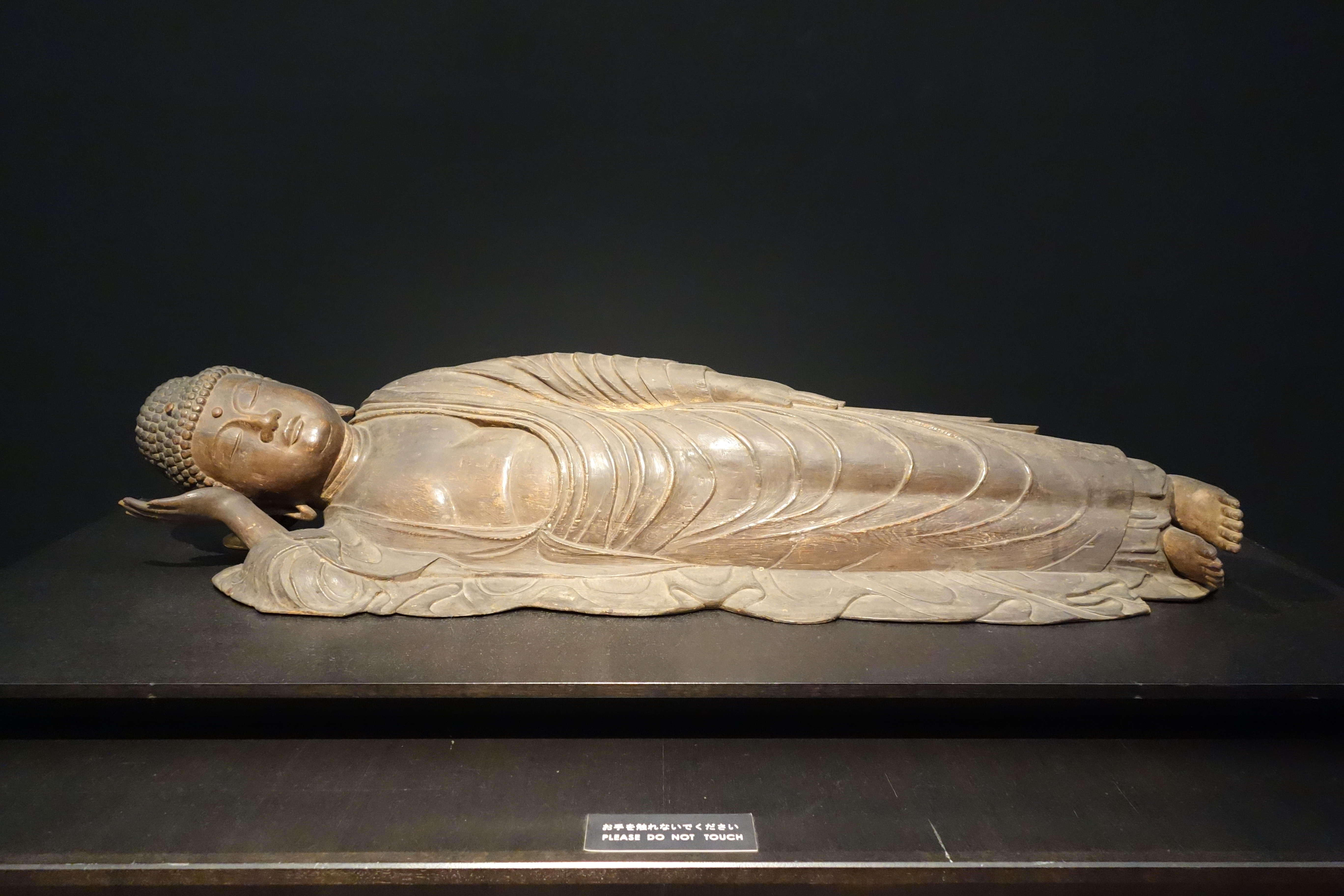
仏涅槃像

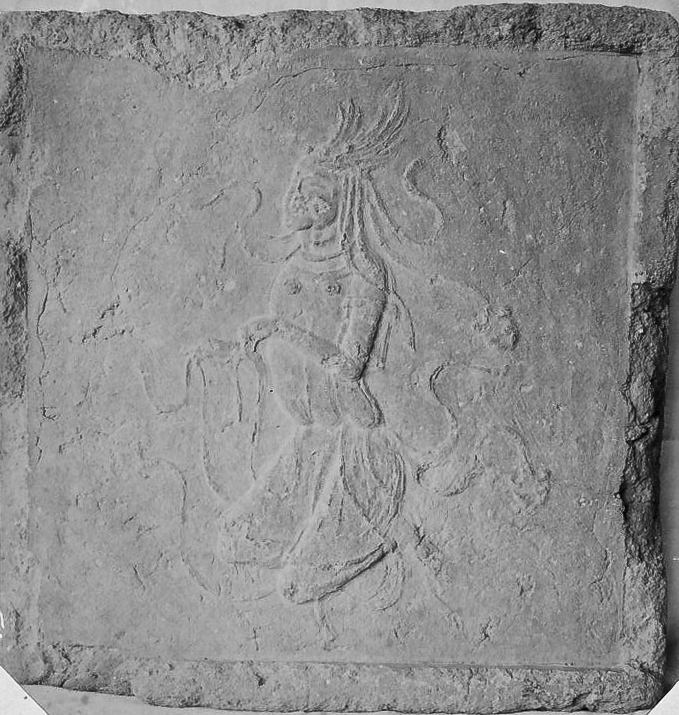
天人文甎

### 国宝
- 木心乾漆義淵僧正坐像 - 奈良時代。目尻が垂れ下がり、皺の多い独特の容貌、あばらの浮き出た胸板などを写実的に表現している。奈良国立博物館寄託。

### 重要文化財
- 仁王門
- 書院（古書院）
- 塑造如意輪観音坐像 - 奈良時代、像高4.85ｍの日本最大の塑像である。如意輪観音像は6臂の坐像に表すものが多いが、本像は石山寺本尊などと同様の2臂像である。頭部は造像当初のものを残すが、体部は補修が多く、脚部は本来、石山寺本尊像と同様の半跏像であったものを現状のような坐像に改めたものである。
- 銅造菩薩半跏像 - 奈良時代。京都国立博物館寄託。重要文化財指定名称は「銅造如意輪観音半跏像」。
- 木造仏涅槃像 - 鎌倉時代。東京国立博物館寄託。
- 天人文甎（てんにんもん せん） - 京都国立博物館寄託。

### 国の史跡
- 岡寺跡

### 奈良県指定有形文化財
- 本堂
- 楼門

## 寺宝
- 弘法大師像 - 鎌倉時代、絹本着色。
- 扁額 - 鎌倉時代、弘法大師筆とされる。
- 二臂如意輪観世音・不動明王・愛染明王 - 室町時代、絹本着色。
- 龍蓋寺縁起 - 江戸時代。

## 前後の札所
西国三十三所
6 壺阪寺（南法華寺）　-　7 岡寺　-　番外 法起院

## 所在地
- 奈良県高市郡明日香村岡806

## アクセス
- 近鉄橿原線・南大阪線・吉野線 橿原神宮前駅から奈良交通、明日香周遊バス（赤かめ）などに乗車。「岡寺前」下車より徒歩約10分。
- 近畿吉野線 飛鳥駅から奈良交通、明日香周遊バス（赤かめ）などに乗車。「岡寺前」下車より徒歩約10分。
- 近鉄吉野線 岡寺駅より徒歩約57分。岡寺駅にはバス・タクシーなどはない。